# Назаров, Александр Алексеевич
Александр Алексеевич Назаров (30 августа 1926, Воронеж — 21 февраля 1983, Воронеж) — советский хозяйственный, государственный и политический деятель, Герой Социалистического Труда.

## Биография
Родился в 1926 году в Воронеже. Член КПСС.
С 1945 года — на хозяйственной, общественной и политической работе. В 1945—1982 гг. — токарь Воронежского экскаваторного завода имени Коминтерна Министерства строительного, дорожного и коммунального машиностроения СССР.
Указом Президиума Верховного Совета СССР от 23 июля 1966 года присвоено звание Героя Социалистического Труда с вручением ордена Ленина и золотой медали «Серп и Молот».
Избирался депутатом Верховного Совета РСФСР 8-го созыва.
Умер в 1983 году в Воронеже.